# تا هنریکسن
تا هنریکسن (دانمارکی: Tage Henriksen؛ ۸ آوریل ۱۹۲۵ – ۱۳ مهٔ ۲۰۱۶) قایقران روئینگ اهل دانمارک بود.
وی در مسابقات کشوری و بین‌المللی در مجموع برندهٔ ۱ مدال طلا، ۱ مدال برنز شده‌است.